# Selce, Krupina
Selce este o comună slovacă, aflată în districtul Krupina din regiunea Banská Bystrica, pe malul râului Krupinica⁠(d). Localitatea se află la altitudinea de 320 m deasupra n.m., se întinde pe o suprafață de 5,14 km2 și în 2017 număra 96 de locuitori.

## Istoric
Localitatea Selce este atestată documentar din 1303.

## Demografie
| An:                | 1994 | 2004    | 2014   | 2024    |
| ------------------ | ---- | ------- | ------ | ------- |
| Număr de persoane: | 135  | 112     | 101    | 82      |
| Diferență:         |      | −17,03% | −9,82% | −18,81% |

| An:                | 2023 | 2024   |
| ------------------ | ---- | ------ |
| Număr de persoane: | 86   | 82     |
| Diferență:         |      | −4,65% |